# Bizzy Montana
Bizzy Montana, właściwie Daniel Constantin Maximilian Ott (ur. 13 sierpnia 1983 w Müllheim im Markgräflerland koło Fryburga) – niemiecki raper i producent muzyczny współpracujący z wytwórnią Ersguterjunge.

## Raper o sobie
Chciałbym tylko zaznaczyć, nazywam się Bizzy Montana – nie Al Pacino vel. Tony Montana. Natomiast fakt iż 'Scarface' to jeden z moich ulubionych filmów nie ma tu nic do rzeczy. Przedrostek 'Bizzy' wziął się od słowa biznes.

## Dyskografia

### Albumy studyjne
- 2007 Mukke aus der Unterschicht
- 2008 Mukke aus der Unterschicht 2
- 2009 Mukke aus der Unterschicht 3
- 2011 Ein Hauch von Gift

### Współpraca
- 2006 Blackout – Chakuza & Bizzy Montana

### Inne
- 2005: Blockbustah Mixtape – Beats und Tracks (Mixtape, erschien als Internet Exklusiv)
- 2006: Kein Ausweg – Bushido, Chakuza & Bizzy Montana (als Juice-Exclusive [CD #63])
- 2006: Beats auf dem Album Seelenblut von D-Bo
- 2006: Was ihr braucht/Er & Er (mit Midy Kosov – erschien als Video-Internet Exlusiv)
- 2006: Intro / Macht was ihr wollt – vom Album Chakuza und Bizzy Montana "Blackout" (erschien als Video-Internet Exclusive)
- 2006: Schlachtfeld (Freetrack/Internet Exklusiv)
- 2006: Vorbild (Freetrack/Internet Exklusiv)
- 2006: Der Wixxxer (Freetrack/Internet Exklusiv)
- 2006: Zurück feat. Midy Kosov (Freetrack/Internet Exklusiv)
- 2006: Quatsch nich (Freetrack/Internet Exklusiv)
- 2006: ersguterjunge Hymne Mix (Freetrack/Internet Exklusiv)
- 2006: Regen / Sonne (Freetrack/Internet Exklusiv)
- 2006: Von der Skyline zum Bordstein zurück (Remix)
- 2007: Exclusive (Freetrack/Internet Exclusiv)
- 2007: Es ist okay (Freetrack/Internet Exclusiv)
- 2008: Egal (Pt. 2) (als Juice-Exclusive [CD #89])
- 2008: Myspace Exclusive (mit Szonyke aka. Sprachtot) (Freetrack/Internet Exklusiv)
- 2010: Flashback 2010 (feat. Amar) (Freetrack/Internet Exklusiv)
- 2010: Mein Sound (Freetrack/Internet Exklusiv)
- 2010: Herzschlag (Freetrack/Internet Exklusiv)

## Teledyski
- 2006: Was ihr braucht/Er & Er (z Midy Kosov)
- 2006: Intro/Macht was ihr wollt (z Chakuza)
- 2008: Stunde Null (feat. Chakuza)